# Spy/Master
Spy/Master este o mini-serie de televiziune de spionaj, creată de Adina Sădeanu și Kirsten Peters. Acțiunea se petrece în anul 1978 când mâna dreaptă a președintelui României Nicolae Ceaușescu, Victor Godeanu, decide să fugă în Statele Unite. Show-ul a fost filmat în România și Ungaria. Premiera a avut loc pe HBO România la data de 19 mai 2023, când au fost difuzate primele două episoade, ulterior celelalte patru episoade fiind difuzate câte unul săptămânal. Scenariul serialului de șase episoade a fost ales câștigător în urma concursului național organizat în România de HBO, “Write a Screenplay For…”.

## Premiza
Victor Godeanu este mâna dreaptă a dictatorului Nicolae Ceaușescu și cel mai important consilier al acestuia. Însă în același timp este și agent KGB, iar acoperirea sa riscă să fie compromisă astfel că simte nevoia să fugă din România. Godeanu se folosește de o călătorie diplomatică în Republica Federală Germania pentru a intra în contact cu un membru al ambasadei Statelor Unite, arătându-și intenția de a dezerta și a colabora cu CIA pentru informații din România.

## Distribuție și personaje
- Alec Secăreanu în rolul Victor Godeanu, personaj inspirat din generalul Ion Mihai Pacepa și fuga acestuia din România.[3]
- Parker Sawyers în rolul Frank Jackson, membru al ambasadei Statelor Unite la Bonn și agent CIA.
- Svenja Jung în rolul Ingrid Von Weizendorff, agentă Stasi sub acoperire și, totodată, fostă iubită a lui Victor Godeanu.
- Ana Ularu în rolul Carmen Popescu, spion care lucrează pentru serviciile secrete de contraspionaj din România.
- Claudiu Bleonț în rolul Nicolae Ceaușescu.
- Elvira Deatcu în rolul Elena Ceaușescu.
- Laurențiu Bănescu în rolul Mircea Voinea, șeful serviciilor secrete de contraspionaj din România.
- Andreea Vasile în rolul Adela Godeanu, soția lui Victor.
- Alexandra Bob în rolul Ileana Godeanu, fiica lui Victor.